# Tobia Scarpa

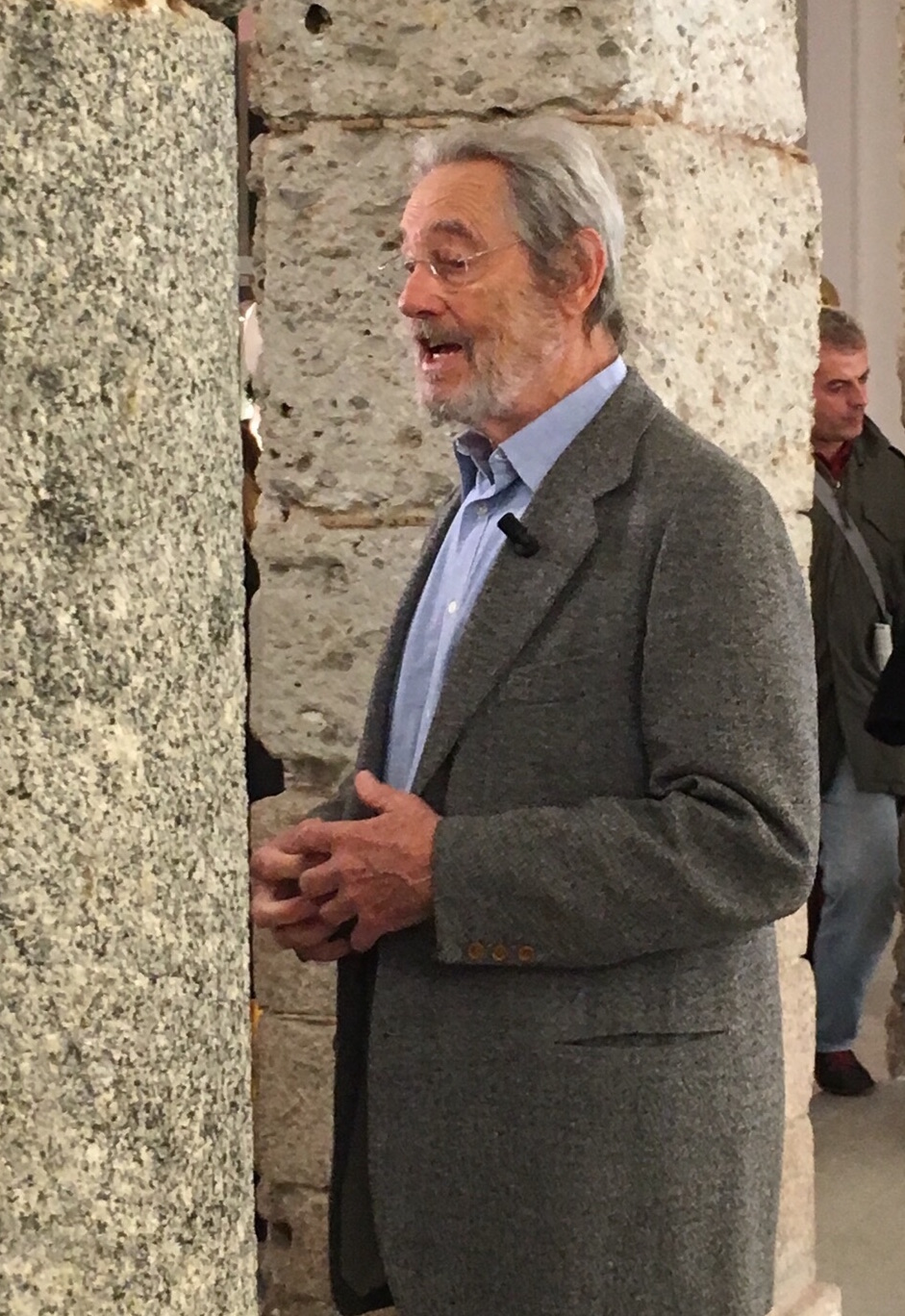
Tobia Scarpa im 2015 in Mailand

Tobia Scarpa (* 1. Januar 1935 in Venedig) ist ein italienischer Architekt und Designer. Bekannt ist er für seine Leuchten, wie die Wandleuchte Foglio (1966).

## Leben
Tobia Scarpa wurde als Sohn des bekannten Architekten Carlo Scarpa geboren. Er studierte Architektur und Design an der Universität Venedig. Seit 1957 entwirft er Produkte wie Leuchten, Möbel und andere Objekte. Ab 1960 arbeitet er mit seiner Frau Afra Scarpa zusammen. Bedeutende Produkte, die in dieser Zeit  entstanden, sind das Sofa „Bastiano“, der Sessel „Soriana“ und Leuchten mit Achille Castiglioni für „Flos“.

## Werke
Außer Leuchtobjekten und Möbeln entwarfen Tobia und Afra Scarpa Interieurs und Industriebauten. Sehr bekannt sind ihre Entwürfe für den Prototyp der Verkaufsräume sowie für eine Fabrikhalle der Benetton Group. Die Serie der Vetri a "occhi", die Tobia Scarpa 1960/61 für Venini/Murano entwarf, gehört zu den Meisterleistungen der venezianischen Glaskunst des 20. Jahrhunderts.
Die Werke von Tobia Scarpa sind in großen Museen ausgestellt und auf großen Designausstellungen zu sehen.